# آيت العياشي (عين لحجر)
آيت العياشي هو دُوَّار يقع بجماعة حد الدرا، إقليم الصويرة، جهة مراكش آسفي في المملكة المغربية. ينتمي الدوّار لمشيخة عين لحجر التي تضم 7 دواوير. يقدر عدد سكانه بـ 499 نسمة حسب الإحصاء الرسمي للسكان والسكنى لسنة 2004.

## وصلات خارجية
- البوابة الوطنية للجماعات الترابية
- المندوبية السامية للتخطيط